# Едуард фон Оперсдорф
Едуард Георг Мария фон Оперсдорф (на немски: Eduard Georg Maria Graf von Oppersdorff, Freiherr zu Aich-und Friedstein; * 19 октомври 1800 в Оберглогау/Глоговек, провинция Силезия; † 31 януари 1889 в Оберглогау/Глоговек) е имперски граф на Оперсдорф, фрайхер на Айч- и Фридщайн, от 1867 и от 1871 до 1873 г. член на имперското събрание, от 1854 до 1889 г. наследствен член на „Пруския Херенхауз“, известно време като негов „стар президент“.
Той е син на граф Франц Йоахим Венцел фон Оперсдорф (1778 – 1818) и съпругата му фрайин Елеонора Скрбенски-Христе (1779 – 1857). Баща му е приятел с Бетховен.

## Фамилия
Едуард фон Оперсдорф се жени на 12 юли 1829 г. в Стибровиц за графиня Каролина Седлницки фон Холтиц (* 9 декември 1811, Тропау ; † 12 януари 1839, Бреслау), дъщеря на граф Мария Антон Венцел Седлницки фон Холтиц (1776 – 1850) и графиня Анна Мария Йозефа Елизабет фон Вилкцек (1781 – 1850). Те имат два сина:
- Ханс фон Оперсдорф (* 25 март 1832, Оберглогау; † 12 октомври 1877, Геперсдорф), женен на 1 август 1863 г. в Гюнтхерсдорф за Елизабет де Талейранд-Перигорд (* 4 февруари 1844, Фиренце; † 11 април 1880, Геперсдорф)
- Карл фон Оперсдорф (* 4 юни 1834, Оберглогау; † 3 март 1865, Ласот), женен на 6 септември 1856 г. в Екерсдорф за графиня София фон Магнис (* 8 октомври 1835, Дрезден; † 17 май 1884, Меран)

Едуард фон Оперсдорф се жени втори път на 14 май 1843 г. в Бреслау/Вроцлав за Юлия Фани Антоанета Каролина Хенкел фон Донерсмарк (* 2 декември 1819, Бреслау; † 11 април 1858, Оберглогау), дъщеря на граф Карл Лазарус Хенкел фон Донерсмарк (1772 – 1864) и графиня Юлия фон Болен (1800 – 1866), дъщеря на граф Фридрих Лудвиг фон Болен (1760 – 1828) и Каролина Елизабет Агнес фон Вицлебен (1781 – 1857). Те имат един син:
- Едуард Карл фон Оперсдорф (* 18 уили 1844, Оберглогау; † 5 май 1924, Берлин), индустриалец, дворцов чиновник, неженен